# Danis Andrieu
Danis Andrieu (fl. XIII secolo) è stato un mercante e trovatore tolosano del XV secolo, partecipante ai Jeux floraux tenutisi in questa città nel 1460 con una canzone religiosa ("Canso de nostra dona") premiata dal Consistori con la violeta.
Canso de Nostra Dona
Canzone composta da cinque stanze di otto versi endecasillabi ciascuna e una tornada di quattro; il particolare tipo di rime (am rims maridatz al dirivatius) nella metà dei versi (1°, 4°, 5° e 8°) di ogni stanza (tranne il primo verso della prima stanza) sono femminili o parossitone; l'altra metà dei versi (2°, 3°, 6° e 7°) hanno lo stesso tipo rime, ma sono maschili od ossitone, in quanto prive della vocale finale. Le prime due stanze e l'ultima, compresa la tornada,  hanno rime incrociate, le altre due (la terza e la quarta) alternate.
          Vergis humils, laqual devem lauzar

          aissi constanh, e us donar pretz e laus,

          vueilh yeu servir per aver lo repaus

          al qual manhs homs, per amor se repausa,

          he dins lo qual degun intrar non ausa

          sens lo secors vostre, n'yeu ges non aus;

          mas ges, per so, no mudi mon prepaus;

          ams hondrar vos mos cors tot jorn prepausa.

          A lauzar vos am vostre filh mot pur,

          qu'avetz noyrit am virginitat pura,

          per tostemps may yeu metray mon atur,

          disen, cantan lo pretz qu'en vos s'atura;

          suplican vos que m'arma qu'es tant dura,

          pels greus pecatz quez ay faitz am cor dur,

          sian abolits jots lo mantel segur

          vostre, per que sia mays tot jorn segura.

          [...]

          Castel d'amor, vos qu'etz naus preciosa,

          hont s'encarnec Jeshu-Crist precios,

          yeu vos supplic que l fizel amoros

          siam stablit prop de vos amorosa.